# Rob Riggle
Robert Allen Riggle Jr. (sinh ngày 21 tháng 4 năm 1970) là một diễn viên, cựu sĩ quan hải quân phục vụ trong quân đội Hoa Kỳ. Anh được biết đến nhiều nhất với vai trò là phóng viên trong The Daily Show của Comedy Central từ năm 2006 đến năm 2008, với tư cách diễn viên trong Saturday Night Live từ năm 2004 đến 2005, và vai diễn hài của anh trong các bộ phim như The Hangover, The Other Guys, Let's Be Cops, Dumb & Dumber To, 21 Jump Street, 22 Jump Street, The Goods: Live Hard, Sell Hard, và Step Brothers. Anh cũng đã đóng vai chính trong bộ phim hài NTSF:SD:SUV::. Năm 2012, Riggle thay thế Frank Caliendo cho phần hài kịch và phần tiên đoán của Fox NFL Sunday.

## Thời thơ ấu
Riggle sinh ra ở Louisville, Kentucky, con trai của Sandra và Robert Allen Riggle, người đã làm việc trong ngành bảo hiểm. Gia đình anh chuyển đến Overland Park, Kansas, khi anh mới 2 tuổi.

## Danh sách phim

### Điện ảnh
| Năm  | Phim                                        | Vai                           | Ghi chú                          |
| ---- | ------------------------------------------- | ----------------------------- | -------------------------------- |
| 2003 | Pushing Tom                                 | Bob                           |                                  |
| 2004 | Blackballed: The Bobby Dukes Story          | Eddie Reynolds                |                                  |
| 2004 | Terrorists                                  | Badger                        |                                  |
| 2006 | Talladega Nights: The Ballad of Ricky Bobby | Jack Telmont                  |                                  |
| 2006 | Unaccompanied Minors                        | Head Guard Hoffman            |                                  |
| 2007 | Super High Me                               | (Chính mình)                  |                                  |
| 2007 | Wild Girls Gone                             |                               |                                  |
| 2008 | Step Brothers                               | Randy                         |                                  |
| 2009 | The Goods: Live Hard, Sell Hard             | Peter Selleck                 |                                  |
| 2009 | The Hangover                                | Officer Franklin              |                                  |
| 2009 | May the Best Man Win                        | John Freeman                  |                                  |
| 2010 | Furry Vengeance                             | Riggs                         |                                  |
| 2010 | Going the Distance                          | Ron                           |                                  |
| 2010 | Killers                                     | Henry                         |                                  |
| 2010 | The Other Guys                              | Martin                        |                                  |
| 2010 | High Road                                   | James Malone Sr.              |                                  |
| 2011 | Larry Crowne                                | Jack Strang                   |                                  |
| 2012 | Big Miracle                                 | Dean Glowacki                 |                                  |
| 2012 | The Lorax                                   | Aloysius O'Hare               | Lồng tiếng                       |
| 2012 | 21 Jump Street                              | Mr. Walters                   |                                  |
| 2012 | Hotel Transylvania                          | Skeleton husband              | Lồng tiếng                       |
| 2012 | Nature Calls                                | Gentry                        |                                  |
| 2013 | The Internship                              | Randy                         |                                  |
| 2014 | Just Before I Go                            | Rawly Stansfield              |                                  |
| 2014 | 22 Jump Street                              | Mr. Walters                   | Không được ghi danh              |
| 2014 | Let's Be Cops                               | Officer Segars                |                                  |
| 2014 | Dumb and Dumber To                          | Travis and Captain Lippencott |                                  |
| 2015 | Absolutely Anything                         | Grant                         |                                  |
| 2015 | Dead Rising: Watchtower                     | Frank West                    |                                  |
| 2015 | Hotel Transylvania 2                        | Bela                          | Lồng tiếng                       |
| 2015 | Hell and Back                               | Curt                          | Lồng tiếng                       |
| 2016 | My Big Fat Greek Wedding 2                  | Northwestern Rep              |                                  |
| 2016 | Opening Night                               | Goldmeyer                     |                                  |
| 2016 | Middle School: The Worst Years of My Life   | Bear                          |                                  |
| 2016 | True Memoirs of an International Assassin   | William Cobb                  |                                  |
| 2017 | How to Be a Latin Lover                     | Scott                         |                                  |
| 2017 | A Happening of Monumental Proportions       | Mr. Pendlehorn                |                                  |
| 2017 | The Emoji Movie                             | Ice cream emoji               | Lồng tiếng (không được ghi danh) |
| 2018 | 12 Strong                                   | Col. Max Bowers               |                                  |
| 2018 | Midnight Sun                                | Jack                          |                                  |
| 2018 | Night School                                |                               | Hậu kỳ                           |
| 2018 | The War with Grandpa                        | Arthur                        | Hậu kỳ                           |
| 2018 | Henchmen                                    | Biff                          | Lồng tiếng, hậu kỳ               |